# Hököpinge
Hököpinge is een plaats in de gemeente Vellinge in het Zweedse landschap Skåne en de provincie Skåne län. De plaats heeft 923 inwoners (2005) en een oppervlakte van 65 hectare. De plaats ligt ongeveer twee kilometer ten noorden van Vellinge en ongeveer tien kilometer ten zuiden van de stad Malmö. Net ten westen van de plaats loopt de Zweedse weg 500. In een tegenwoordig in een voormalige fabriek in de plaats zijn huizen gebouwd.
Höllviken · Skanör med Falsterbo · Vellinge · Ljunghusen · Hököpinge · Västra Ingelstad · Rängs sand · Gessie villastad · Östra Grevie · Arrie · Vellinge Väster ·  Södra Åkarp · Hököpinge kyrkby · Möllevången · Räng (west) · Mellan-Grevie · Norra Håslöv · Gessie · Räng · Kronan · Västra Grevie